# David Howells
David Howells (Guildford, 15 december 1967) is een Engels voormalig betaald voetballer die als verdedigende middenvelder speelde. Howells speelde 13 seizoenen voor Tottenham Hotspur, van 1985 tot 1998, en won de FA Cup in 1991. 

## Biografie
Een dan achttienjarige Howells debuteerde voor Tottenham Hotspur in 1986. Howells scoorde bij zijn debuut tegen Sheffield Wednesday. Hij speelde 335 officiële wedstrijden voor Spurs. De grootste triomf van Howells was de winst van de FA Cup in 1991. Spurs versloeg Nottingham Forest in de finale met 1–2. Forest-verdediger Des Walker werkte in de verlengingen de 1–2 tegen de eigen touwen, waardoor Howells en zijn maats de beker wonnen. In 1998 verliet de middenvelder White Hart Lane. 
Howells verkaste naar Southampton, waarmee hij tot en met 2000 actief bleef in de Premier League. Knieproblemen speelden hem echter parten. 
In 2000 stopte Howells als profvoetballer.

## Erelijst
| Competitie        |                   |                   |
| Competitie        | Aantal            | Jaren             |
| Tottenham Hotspur | Tottenham Hotspur | Tottenham Hotspur |
| ----------------- | ----------------- | ----------------- |
| FA Cup            | 1×                | 1990/91           |
| FA Charity Shield | 1×                | 1991              |